# Wilhelm von Brandt

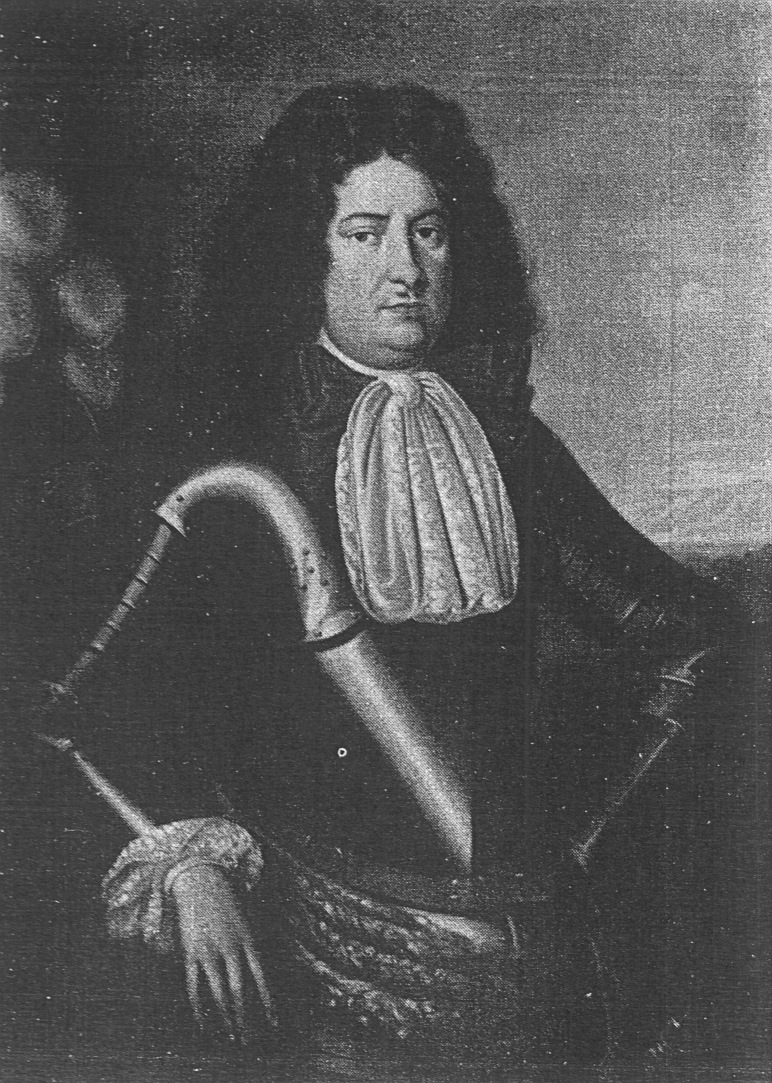
Wilhelm von Brandt

Wilhelm von Brandt (* 29. September 1644 in Küstrin; † 18. Dezember 1701) war ein kurbrandenburgisch-preußischer Generalleutnant.

## Leben

### Herkunft
Wilhelm war Angehöriger des brandenburgischen Adelsgeschlechts Brandt und ein Sohn des kurbrandenburgischen Geheimrats, neumärkischen Kanzler und Direktors der neumärkischen Amtskammer, sowie Erbherrn auf Hermsdorf und Wutzig, Christian von Brandt († Mai 1663) und der Gertrud von Rühlicke aus dem Hause Gralow. Seine Brüder waren Christoph von Brandt (1630–1691), kurbrandenburgisch-preußischer Diplomat und Staatsmann, Ludwig von Brandt (1640–1711), kurbrandenburgisch-preußischer Geheimer Rat und Kanzler der Neumark, Eusebius von Brandt (1642–1706), kurbrandenburgisch-preußischer Präsident des Oberappellationsgerichts, sowie Hofmeister der Königinnen Elisabeth und Sophia Charlotte, Friedrich von Brandt, kurbrandenburgisch-preußischer Geheimer Rat und Gesandter und Paul von Brandt (1650–1697), kurbrandenburgisch-preußischer Generalmajor.

### Militärkarriere
Brandt besuchte das Joachimsthaler Gymnasium und war 1665 als Student der Universität Frankfurt (Oder) immatrikuliert. Im selben Jahr wurde er Kornett beim Regiment zu Pferde des Generals der Infanterie Johann Georg Fürst von Anhalt-Dessau. Allerdings verließ er dieses schon 1666 und ging nach Holland. 1670 wurde er Kammerjunker des Großen Kurfürsten. 1674 wurde er Hauptmann beim Regiment des Grafen Christian Albrecht von Dohna, 1678 dann Oberstleutnant im Regiment Derfflinger.
1682 führte er preußische Truppen nach Ostfriesland, um die dortigen Stände zu unterstützen. Am 21. Januar 1685 kommandierte er als Oberst ein Regiment zu Fuß. Beim Krieg gegen die Türken wurde er Generaladjutant des Generalleutnants Hans Adam von Schöning. Er zeichnete sich 1686 bei der Belagerung von Ofen aus und wurde am 15. Oktober 1689 zum Generalmajor befördert. Neun Tage später wurde er Gouverneur von Pillau und Chef der dortigen Garnison und des „Regiments Belling zu Fuß“. Mit 6000 Mann war er 1690 wieder in Ungarn, wo er sich bei Peterwardein auszeichnete. Am 1. April 1692 wurde er Gouverneur von Magdeburg und am 25. Juni 1693 Generalleutnant. Als solcher führte er die 6000 Mann starken Brandenburger Hilfstruppen abermals gegen die Türken. Ihnen gelang die Belagerung und Einnahme von Belgrad. 1698 hatte er den Auftrag Elbing zu besetzen, was er auf friedlichem Wege erreichen konnte. Am 7. Juli 1701 wurde er Gouverneur von Küstrin. Er starb kaum ein halbes Jahr später.

### Familie
Brandt war seit 1669 mit Charlotte von Brandt (1655–1675) verheiratet. 1681 ging er eine zweite Ehe mit Luise von Borstell (1654–1727) ein. Seine Kinder waren:
1. Christoph Wilhelm von Brandt (1684–1741), Oberhofmarschall der Königinmutter Sophie Dorothea, ⚭ Luise von Kameke (1710–1782)
2. Sophie Karoline von Brandt (1686–1766), Oberhofmeisterin der Königin Elisabeth Christine von Preußen, 1742 preußischer Grafenstand, ⚭ Paul Heinrich Tilio de Camas (1688–1741), preußischer Oberst, Chef des Infanterie-Regiments Nr. 37